# Степень графа
Степень k (записывается Gk) неориентированного графа G — это другой граф, имеющий тот же самый набор вершин, и две вершины этого графа смежны, если расстояние между этими вершинами в исходном графе G не превышает k. Для указания степени графа используется терминология, аналогичная степеням чисел —  G2 называется квадратом графа G, G3 называется кубом.
Степень графа не следует путать с умножением графа на себя, который (в отличие от степени графа), в общем случае, имеет много больше вершин, чем исходный граф.

## Свойства
Если диаметр графа равен d, то его d-ая степень является полным графом. Если семейство графов имеет ограниченную кликовую ширину, то это же верно и для d-х степеней графов семейства для любого фиксированного d.

### Раскраска
Раскраску квадрата графа можно использовать для назначения частот участникам беспроволочной сети таким образом, чтобы никакие два участника не мешали бы друг другу и любому другому из общих соседей, а также для поиска графического представления графов с большим угловым разрешением.
Как хроматическое число, так и вырожденность k-ой степени планарного графа с максимальной степенью вершины Δ равны {\displaystyle O(\Delta ^{\lfloor k/2\rfloor })}, где граница вырождения показывает, что можно использовать алгоритм жадной раскраски для раскраски графа таким числом цветов. Для случая квадрата планарного графа Вегнер в 1977 году высказал гипотезу, что хроматическое число такого графа не превышает {\displaystyle \max \left(d+5,{\frac {3d}{2}}+1\right)}, и на текущий момент известно, что хроматическое число не превышает {\displaystyle {\frac {5d}{3}}+O(1)}. Более обще, для любого графа с вырождением d и максимальной степенью Δ вырождение квадрата графа равно O(dΔ), так что многие виды разреженных графов, отличные от планарных графов, также имеют пропорциональное Δ хроматическое число квадрата.
Хотя хроматическое число квадрата непланарного графа с максимальной степенью Δ может быть в худшем случае пропорционально Δ2, оно меньше для графов с большим обхватом и для этого случая ограничено числом O(Δ2/log Δ).
Задача определения минимального числа цветов для раскраски квадратного графа NP-трудна даже для планарного случая

### Гамильтоновость
Куб любого связного графа обязательно содержит гамильтонов цикл. Квадрат связного графа не обязательно будет содержать гамильтонов цикл и задача определения, что такой цикл содержится в квадрате, NP-полна. Тем не менее, согласно теореме Фляйшнера, квадрат вершинно 2-связного графа всегда гамильтонов.

## Вычислительная сложность
Степень k графа с n вершинами и m рёбрами можно получить за время O(mn) путём применения поиска в ширину, который осуществляется для каждой вершины графа с целью нахождения расстояний до всех других вершин. Альтернативно, если A — матрица смежности графа, модифицированная таким образом, что на главной диагонали не стоят нулевые элементы, то ненулевые элементы матрицы Ak дают матрицу смежности k-ой степени графа, откуда следует, что построение k-ой степени графа может быть осуществлено за время, равное, с точностью до логарифмического множителя, времени умножения матриц.
Если граф задан, определение, не является ли он квадратом другого графа, является NP-полной задачей.
Более того, NP-полной задачей является определение, является ли граф k-ой степенью другого графа для любого заданного числа k ≥ 2, а также является ли он k-ой степенью двудольнго графа для k > 2.

## Порождённые подграфы
Полуквадрат двудольного графа G — это подграф графа G2, порождённый одной долей графа G. Графы карт — это полуквадраты планарных графов
, уполовиненные графы кубов — это полуквадраты графов гиперкубов.
Степени листьев — это подграфы степеней деревьев, порождённые листьями деревьев.